# سد سیلین
سد سیلین (به لاتین: Silin Dam) یک سد وزنی و نیروگاه برقابی در چین است.